# Honda e
Honda e — электрический субкомпактный автомобиль японского производителя Honda, доступный на Японском рынке с 2020 по 2023 год и Европейском рынке с 2020 по 2023 год. Модель базируется на концепт-каре Urban EV Concept, который был представлен в сентябре 2017 года на международном автомобильном салоне в Германии. Версия для продажи была представлена на том же салоне в 2019 году. Дизайн машины выполнен в ретро-стилистике, отсылающей к внешнему виду первых авто семейства Honda Civic.

## Конструкция

### Силовая установка
В автомобиле используется электрический мотор в задней части, мощностью в 134 или 152 л. с. (100 или 113 кВт); крутящий момент у обеих версий ограничен 315 Нм. Honda заявляет, что разгон 0-100 км/ч составляет 8,3 с.
Автомобиль оснащён литий-ионной батареей на 35.5 кВт/ч, обеспечивающей дальность хода в составляет 220 км. Для зарядки машина подключается к электросети через разъём CCS Combo 2, который работает как от постоянного, так и от переменного тока. От сети постоянного тока батарею можно зарядить до 80% за 30 минут.

### Особенности
У автомобиля нет боковых зеркал – вместо них используются камеры установленные на дверях. Изображение с камер выводится на 6-дюймовые экраны в левой и правой части торпеды в передней части салона, Honda называет эту систему Side Camera Mirror System. Панель приборов и система развлечений состоит из трех экранов: экран водителя обладает размером 8.8 дюймов, средний и пассажирский имеют диагональ 12.3 дюйма. Система развлечений поддерживает интерфейсы Apple CarPlay и Android Auto, а также обладает помощником с голосовым управлением Honda Personal Assist, использующим технологии машинного обучения для улучшения распознавания голоса; перед голосовыми командами для управления функциями авто необходимо произнести "OK Honda".

## Безопасность
Honda e при прохождении сертификации на безопасность Euro NCAP в 2020 году получила 4 звезды.
| Euro NCAP                                    | Euro NCAP | Euro NCAP | Euro NCAP             |
| -------------------------------------------- | --------- | --------- | --------------------- |
| · общий рейтинг                              |           |           |                       |
| 76%                                          | 82%       | 62%       | 65%                   |
| взрослый пассажир                            | ребёнок   | пешеход   | активная безопасность |
| Протестированная модель: Honda e, RHD (2020) |           |           |                       |

## Снятие с производства
В конце 2023 года компания Honda заявила, что производство модели будет завершено в январе 2024 года без планов по выпуску следующего поколения автомобиля. Данное решение было принято на фоне низких продаж модели: примерно 12,500 экземпляров во всём мире за три года.
Несмотря на компактный размер автомобиля, подходящий для рынка, например, Европы, модель Honda не выдержала конкуренции с моделями других производителей из-за высокой цены в €39,900 ($44,100) за базовую версию, малого запаса хода на батарее, а также недоработок в эргономике салона.
Однако в компании Honda заявили, что их первый электромобиль привлёк "большое количество новых клиентов к бренду" в европейском регионе, а также продолжили укрепление своих позиций на данном рынке с помощью модели Honda e:Ny1.